# Bataille du Champ de Crocus
 (octobre 2021).
Si vous disposez d'ouvrages ou d'articles de référence ou si vous connaissez des sites web de qualité traitant du thème abordé ici, merci de compléter l'article en donnant les références utiles à sa vérifiabilité et en les liant à la section « Notes et références ».
Troisième guerre sacrée
La bataille du Champ de Crocus se déroule en Thessalie, au printemps 353 ou 352 av. J.-C., pendant la troisième guerre sacrée entre l'armée macédonienne commandée par Philippe II, allié aux Thessaliens, et les Phocidiens dont les principaux alliés sont les Athéniens. Elle s'achève par une victoire décisive de Philippe, effaçant ainsi les deux défaites essuyées l'année précédente. 

## Contexte historique
La troisième guerre sacrée (356-346 av. J.-C.) débute lorsque les Thébains accusent les Phocidiens de sacrilège devant l'amphictyonie de Delphes. Après une première phase de conflit entre les Thébains et les Phocidiens, appuyés par leurs alliés respectifs, Onomarchos rebâtit l'armée phocidienne. Pour ce faire, il puise dans les trésors delphiques, lui permettant ainsi de réunir une puissante armée de mercenaires et de fortifier l'ensemble des cités phocidiennes.
Onomarchos se fixe ensuite comme objectif la conquête de la Thessalie, tentant de désorganiser et affaiblir les différentes cités en soutenant les tyrans de Phères contre leurs adversaires, les Larissiens. Ces derniers appellent alors à leur aide le roi de Macédoine, Philippe II, entraînant la première intervention macédonienne dans cette région.
La date de la bataille du Champ de Crocus n'est pas connue avec précision. Certains historiens estiment néanmoins qu'elle a eu lieu en 353, ou en 352 av. J.-C. selon d'autres, cette dernière date remportant généralement l'adhésion.

## Déroulement
Bien que le site de la bataille ne soit pas connu, Diodore affirme qu'il se situe au bord de la mer. Cette indication plaiderait pour une localisation le long du golfe Pagasétique, dans le département (nome) de Magnésie en Thessalie.
Philippe II décide qu'au combat, ses hommes porteront des couronnes de laurier, symbole d'Apollon, afin de montrer qu'ils le vengent des blasphèmes commis par les Phocidiens. Certains mercenaires recrutés par les Phocidiens auraient jeté les armes, effrayés à l'idée d'offenser les dieux en luttant pour une cité sacrilège. Lors de la sanglante bataille qui s'ensuit, Philippe remporte une victoire décisive grâce à la supériorité de la cavalerie des Compagnons.
Onomarchos meurt au combat. Son corps est profané par Philippe. La tradition rapporte que Philippe aurait jeté vivants à la mer 3 000 prisonniers pris à l'armée phocidienne.